# Trachelipus camerani
Trachelipus camerani är en kräftdjursart som först beskrevs av Tua 1900.  Trachelipus camerani ingår i släktet Trachelipus och familjen Trachelipodidae. Inga underarter finns listade i Catalogue of Life.